# هادسن لیک (ایندیانا)
هادسن لیک (به انگلیسی: Hudson Lake) یک منطقهٔ مسکونی در ایالات متحده آمریکا است که در شهرستان لاپورته، ایندیانا واقع شده‌است. هادسن لیک ۲۳۵٫۰ متر بالاتر از سطح دریا واقع شده‌است.